# Cameraria obliquifascia
Cameraria obliquifascia là một loài bướm đêm thuộc họ Gracillariidae. Nó được tìm thấy ở Tajikistan, Turkmenistan và Uzbekistan.
Ấu trùng ăn Salix và Populus species (bao gồm Populus afghanica và Populus alba). Chúng ăn lá nơi chúng làm tổ. Tổ nằm ở mặt trên của lá, đôi khi nằm ở mặt dưới.